# Rogaczowo (rejon dmitrowski)
Rogaczowo (ros. Рогачёво) – wieś (sieło) w Rosji, w obwodzie moskiewskim, w rejonie dmitrowskim. W 2021 liczyła 2896 mieszkańców.

## Urodzeni
- Igor Guzenko - szpieg.